# Divizia Națională
Divizia Națională – najwyższa w hierarchii klasa męskich ligowych rozgrywek piłkarskich w Mołdawii, będąca jednocześnie najwyższym szczeblem centralnym (I poziom ligowy), utworzona w 1992 roku i od samego początku zarządzana przez Mołdawski Związek Piłki Nożnej (FMF). Zmagania w jej ramach toczą się cyklicznie (co sezon) i przeznaczone są dla 8 najlepszych krajowych klubów piłkarskich. Jej triumfator zostaje Mistrzem Mołdawii, zaś najsłabsze drużyny są relegowane do Divizia "A" (II ligi mołdawskiej). W lidze występują również zespoły z Naddniestrza.

## Historia
Mistrzostwa Mołdawii w piłce nożnej rozgrywane są od 1992 roku, po rozpadzie ZSRR. Wcześniej w latach 1924–1940 mołdawskie zespoły uczestniczyły w Mistrzostwach Rumunii, a od 1945 rozgrywane mistrzostwa Mołdawskiej SRR, a najlepsze kluby kraju uczestniczyły w mistrzostwach ZSRR. 
Niejednokrotnie zmieniał się format rozgrywek. W pierwszym po uzyskaniu niepodległości sezonie 1992 liga liczyła 12 zespołów. Potem system rozgrywek został zmieniony na system jesień-wiosna, a w lidze grało 16 klubów. W sezonie 1994/95 i 1997/98 liga skrócona do 14 drużyn. Od sezonu 1998/99 liga liczyła 10 drużyn, a od 2000/01 tylko 8. W sezonie 2006/07 liga została powiększona do 10, a w następnym sezonie do 11 zespołów. W sezonie 2009/10 już grało 12 klubów, a w 2010/11 znów 14 klubów. W sezonie 2011/2012 liga została zmniejszona z 14 do 12 zespołów. Stało się tak ze względu na problemy drużyn mołdawskich z uzyskaniem licencji na grę w najwyższej lidze. Decyzja taka została podjęta ponieważ zarówno dwie ostatnie drużyny z Divizia Națională, jak też żadna z czterech pierwszych drużyn Divizia "A" nie uzyskały licencji. W związku z tym postanowiono o zmniejszeniu ligi. W sezonie 2014/15 liga została zmniejszona do 11 zespołów, a w następnym do 10. Po zakończeniu sezonu 2016/17 liga wróciła do rozgrywek systemem wiosna-jesień, pierwszy sezon którego rozegrano w 2017. W 2018 liga skróciła się do 8 zespołów.

## System rozgrywek
Obecny format ligi zakładający rozgrywki systemem wiosna-jesień obowiązuje od sezonu 2017.
Rozgrywki składają się z 28 kolejek spotkań rozgrywanych pomiędzy drużynami systemem kołowym. Każda para drużyn rozgrywa ze sobą cztery mecze – dwa w roli gospodarza, dwa jako goście. Od sezonu 2018 w lidze występuje 8 zespołów. W przeszłości liczba ta wynosiła od 10 do 16. Drużyna zwycięska za wygrany mecz otrzymuje 3 punkty (do sezonu 1993/94 2 punkty), 1 za remis oraz 0 za porażkę.
Zajęcie pierwszego miejsca po ostatniej kolejce spotkań oznacza zdobycie tytułu Mistrzów Mołdawii w piłce nożnej. Mistrz Mołdawii kwalifikuje się do eliminacji Ligi Mistrzów UEFA. Druga oraz trzecia drużyna zdobywają możliwość gry w Lidze Europy UEFA. Również zwycięzca Pucharu Mołdawii startuje w eliminacjach do Ligi Europy lub, w przypadku, w którym zdobywca krajowego pucharu zajmie pierwsze miejsce w lidze – możliwość gry w eliminacjach do Ligi Europy otrzymuje również czwarta drużyna klasyfikacji końcowej. Zajęcie ostatniego miejsca wiąże się ze spadkiem drużyny do Divizia "A".
W przypadku zdobycia tej samej liczby punktów, klasyfikacja końcowa ustalana jest na podstawie wyniku dwumeczu pomiędzy drużynami, w następnej kolejności, w przypadku remisu – na podstawie różnicy bramek w pojedynku bezpośrednim, następnie na podstawie ogólnego bilansu bramkowego osiągniętego w sezonie, większej liczby bramek zdobytych oraz w ostateczności za pomocą losowania.

## Skład ligi w sezonie 2025/26
| Uczestnicy poprzedniej edycji | Uczestnicy poprzedniej edycji     | Uczestnicy poprzedniej edycji | Uczestnicy poprzedniej edycji |
| --- | --------------------------------- | ----------------------------- | ----------------------------- |
| MIL | Milsami Orgiejów                  | Orgiejów                      | 1                             |
| SHE | Sheriff Tyraspol                  | Tyraspol                      | 2                             |
| ZKI | Zimbru Kiszyniów                  | Kiszyniów                     | 3                             |
| PEH | Petrocub Hîncești                 | Hîncești                      | 4                             |
| BAL | FC Bălți                          | Bielce                        | 5                             |
| Szablon:Fb team Spartanii Sportul | Szablon:Fb team Spartanii Sportul | Selemet                       | 6                             |
| po barażach |                                   |                               |                               |
| DAC | Dacia Buiucani                    | Kiszyniów                     | 7                             |
| Spadek z Super Ligi 2024/25 |                                   |                               |                               |
| FLO | FC Florești                       | Florești                      | 8                             |
| Awans z Ligi 1 2024/25 |                                   |                               |                               |
| SAX | Saxan Gagauz Yeri                 | Ceadîr-Lunga                  | 2                             |
| Oznaczenia: - kolumna pierwsza – skróty nazw drużyn, - kolumna trzecia – siedziba klubu, - kolumna czwarta – miejsce zajęte w poprzednim sezonie. |                                   |                               |                               |

## Statystyka

### Tabela medalowa
Mistrzostwo Mołdawii zostało do tej pory zdobyte przez 6 różnych drużyn.
Stan na koniec sezonu 2024/2025.
| Lp. | Klub                      | Miejsca na podium | Miejsca na podium | Miejsca na podium | Zwycięskie sezony                                                     |   |   | |
| --- | ------------------------- | ----------------- | ----------------- | ----------------- | --------------------------------------------------------------------- | - | - | --- |
| Lp. | Klub                      | 1.                | Sheriff Tyraspol  | 21                | Zwycięskie sezony                                                     | 4 | 1 | 2000/01, 2001/02, 2002/03, 2003/04, 2004/05, 2005/06, 2006/07, 2007/08, 2008/09, 2009/10, 2011/12, 2012/13, 2013/14, 2015/16, 2016/17, 2017, 2018, 2019, 2020/21, 2021/22, 2022/23 |
| 2.  | Zimbru Kiszyniów          | 8                 | 5                 | 7                 | 1992, 1992/93, 1993/94, 1994/95, 1995/96, 1997/98, 1998/99, 1999/2000 |   |   | |
| 3.  | Milsami Orgiejów          | 2                 | 2                 | 4                 | 2014/15, 2024/25                                                      |   |   | |
| 4.  | Dacia Kiszyniów           | 1                 | 7                 | 1                 | 2010/11                                                               |   |   | |
| 5.  | FC Tyraspol               | 1                 | 2                 | 5                 | 1996/97                                                               |   |   | |
| 6.  | Petrocub Hîncești         | 1                 | 3                 | 3                 | 2023/24                                                               |   |   | |
| 7.  | Tiligul-Tiras Tyraspol    | 0                 | 6                 | 3                 |                                                                       |   |   | |
| 8.  | Nistru Otaci              | 0                 | 3                 | 3                 |                                                                       |   |   | |
| 9.  | Iscra-Stali Rybnica       | 0                 | 1                 | 1                 |                                                                       |   |   | |
| 10. | Sfîntul Gheorghe Suruceni | 0                 | 1                 | 0                 |                                                                       |   |   | |
| 11. | Olimpia Bielce            | 0                 | 0                 | 2                 |                                                                       |   |   | |
| 12. | Bugeac Komrat             | 0                 | 0                 | 1                 |                                                                       |   |   | |
| 12. | Codru Calarasi            | 0                 | 0                 | 1                 |                                                                       |   |   | |
| 12. | Moldova Boroseni          | 0                 | 0                 | 1                 |                                                                       |   |   | |
| 12. | Veris Drăgănești          | 0                 | 0                 | 1                 |                                                                       |   |   | |